# Cristina Ortiz Rodríguez
Cristina Ortiz Rodríguez (Adra, 19 de març de 1964 - Madrid, 9 de novembre de 2016), coneguda pel nom artístic La Veneno, fou una col·laboradora de programes del cor, actriu, cantant, model, exprostituta i vedet espanyola.
La Veneno va ser una de les primeres dones en visibilitzar el col·lectiu transsexual a Espanya, on és reconeguda com una de les icones LGBT més importants.
Va saltar a la fama a partir de les seves col·laboracions als programes d'entreteniment nocturn Esta noche cruzamos el Mississippi i La sonrisa del pelícano, emesos a Telecinco i Antena 3 respectivament i presentats per Pepe Navarro entre 1996 i 1997. Més endavant, va presentar alguns treballs musicals com a cantant i vedet, entre els quals destaca el tema Veneno pa tu piel, i va participar com a convidada a nombrosos espais televisius de la premsa rosa espanyola.

## Biografia

### Joventut
Va néixer el 19 de març de 1964 a la localitat d'Adra, a la província andalusa d'Almeria, sota el nom de José Antonio "Joselito". Era una dels sis fills de José María Ortiz López (Cherín, Ugíjar, 1932 - Adra, 14 de gener de 2020) i María Jesús Rodríguez Rivera (Adra, 1936). Els seus germans es diuen María José, Rafael, Maria Trinidad, Francisco i María Belén.
Des de molt petita, va saber que era una dona. Com ella mateixa va afirmar, va patir agressions i abusos continuats per part de familiars i veïns del poble durant la seva infantesa i adolescència, perquè repudiaven la seva identitat de gènere.
Des de petita va mostrar dots per la moda i va dissenyar les seves pròpies peces de roba. A Adra es va dedicar a organitzar petites desfilades de models que van guanyar certa popularitat al poble. Posteriorment, també va fer estudis de perruqueria en una acadèmia de Granada.
Des de la seva joventut va destacar pel seu gran atractiu físic i, abans de la transició de sexe, va ser guardonada amb el títol Míster Andalusia de 1989, quan tenia vint anys.
L'any 1990 va començar a vestir-se amb roba femenina d'amagat de la seva família i va començar a treballar en un club nocturn fent espectacles de transformisme. Allà va conèixer la també vedet transgènere Paca La Piraña, amb qui va formar una forta amistat.
La seva primera aparició televisiva va ser l'any 1991, encara com a José Antonio, com a concursant al programa Vivan los novios de Telecinco, en què va guanyar un viatge a Tailàndia.
Va ser l'any 1992, de tornada de Tailàndia i ja instal·lada a Madrid, quan va començar la transició de gènere. Mentrestant, va començar a exercir la prostitució al parc de l'Oeste i al passeig del Pintor Rosales. Inicialment, va agafar el nom de Tania, però poc després va optar per canviar-lo per Cristina en honor d'una companya en situació de prostitució que havia mort. El sobrenom de La Veneno va ser encunyat per Paca La Piraña després d'una baralla entre Cristina i una de les seves parelles.

### Salt a la fama
L'abril del 1996, Cristina va ser descoberta en un reportatge televisiu sobre prostitutes transgènere de la periodista Faela Sainz, col·laboradora de Pepe Navarro en el programa nocturn Esta noche cruzamos el Mississippi, de la cadena de televisió Telecinco. El seu salt a la fama fou gairebé immediat, gràcies al seu carisma, la seva bellesa explosiva i la seva desimboltura verbal, que van captivar el públic i van aconseguir fer pujar l'audiència del programa fins als gairebé 8 milions d'espectadors. Després que Pepe Navarro la convidés al plató i les seves entrevistes funcionessin sempre en audiència, Cristina va ser contractada pel programa i es va convertir en col·laboradora habitual. L'any 1997, quan Esta noche cruzamos el Mississippi va acabar, Cristina va continuar col·laborant amb Navarro al programa del mateix format La sonrisa del pelícano, emès a la cadena Antena 3.
Durant la seva etapa de col·laboració televisiva amb Pepe Navarro, Cristina va llançar com a cantant els temes musicals Veneno pa tu piel i El rap de La Veneno. També va començar a treballar en clubs nocturns com a vedet, fent gires per nombrosos pobles de tot Espanya. També va desfilar com a model per aldissenyador Antonio Alvarado.
Al desembre de 1997 el programa de Pepe Navarro va arribar a la seva fi, i La Veneno va marxar a Buenos Aires, on va treballar per al canal de televisió Telefe i va treballar amb la vedet i presentadora televisiva argentina Susana Giménez. Posteriorment, va tornar a Espanya per aparèixer en programes de televisió com Todo depende (amb Jordi González) de Telemadrid i Mírame, d'Antena 3, entre d'altres.
En aquella època hi va haver un projecte per fer una pel·lícula sobre la seva vida, amb ella mateixa com a protagonista, però el projecte mai es va materialitzar. No obstant això, el seu pas pel cinema va quedar plasmat en dos pel·lícules pornogràfiques: El secreto de La Veneno i La venganza de la Veneno, dirigides per Antonio Marcos. El 1997, Cristina va actuar en sis episodis de la sèrie En plena forma, d'Alfredo Landa.

### Estada a la presó
Cristina va estar involucrada en una estafa a la companyia d'assegurances de l'apartament on vivia després de ser denunciada pel seu llavors xicot, Andrea Petruzzelli. Va ser acusada de calar foc a l'habitatge de manera voluntària amb intenció de cobrar l'assegurança, pel que va ser jutjada i condemnada a tres anys de presó. Va ingressar en un mòdul masculí del Centre Penitenciari Madrid VI-Aranjuez a l'abril de 2003 als trenta-nou anys, on va romandre fins a 2006. Segons va confessar més tard, el seu temps a la presó va ser un dels capítols més durs de la seva vida, amb abusos físics que li van deixar seqüeles tant físiques com psicològiques.

### Retorn als mitjans
El 2006, després de la seva sortida de presó amb quaranta-un anys, amb 113 quilos de pes i cert deteriorament físic, Cristinava tornar a aparèixer en els mitjans al·legant que el seu pas per la presó havia estat infernal perquè havia patit violacions i maltractaments per part dels funcionaris de presons. Institucions Penitenciàries va posar en coneixement de la fiscalia aquestes declaracions, per si haguessin constituït delicte. Arran d'aquesta irrupció mediàtica, La Veneno va tornar a ser un personatge televisiu, participant en diversos programes de la premsa del cor i avivant noves polèmiques televisives.
A l'octubre de 2010, un programa de televisió li va proposar el repte d'aprimar-se. El març de 2011, La Veneno va fer la seva reaparició a televisió amb 35 quilos menys de pes, per sorpresa de molts. No obstant això, aquesta situació li va implicar problemes de bulímia que van agreujar les depressions severes i crisis d'ansietat que patia. El 10 de maig de 2013 va anunciar la seva recuperació i en el programa televisiu Deluxe de Telecinco, va mostrar a l'audiència el seu últim nòvio, de 23 anys. També va anunciar que el seu llibre Ni puta, ni santa. Las memorias de La Veneno estaria a la venda setmanes més tard. Al principi, el llibre havia de ser llançat el 2007, però l'autora Valeria Vegas no va trobar una editorial interessada en publicar-lo. A l'agost d'aquell mateix any, Cristina confessava estar passant pel pitjor moment de la seva vida. El seu últim xicot, amb qui portava tres anys de relació, va fugir amb tots els seus estalvis, que superaven els seixanta mil euros, amb la qual cosa es quedava només amb una reduïda pensió no contributiva de 300 € per exclusió social i el seu pis en propietat prop de la plaça de Cuzco a Madrid.
L'any 2013 va ser contractada com una de les vedetes de l'espectacle de la nit LGBT madrilenya Que trabaje Rita. Des de finals de 2013, Cristina va realitzar aparicions estel·lars en alguns dels concerts de la gira. El 2014 va tornar a ingressar a la presó, aquesta vegada en una presó per a dones, on va romandre reclosa durant vuit mesos. En una entrevista, Cristina va dir que el seu segon empresonament no va ser tan traumàtic com el primer i que fins i tot va arribar a passar-s'ho bé.

### Memòries
A l'octubre de 2016, vuit anys després d'haver estat anunciat, La Veneno va treure a la venda el seu llibre autobiogràfic titulat 'Digo! Ni puta ni santa: Las memorias de la Veneno, redactat per la periodista i escriptora Valeria Vegas. A causa del poc interès que el llibre va despertar per a les editorials contactades, Vegas va acabar autofinançant la publicació del llibre, que va poder adquirir-se a través del web de Bigcartel. L'obra, que compta amb quatre edicions, es va esgotar en comandes abans de sortir a la venda. El llibre va ser presentat a la sala Joy Eslava de Madrid el 3 d'octubre. En el llibre, La Veneno descriu haver tingut relacions sexuals amb famosos, polítics i futbolistes.
La quarta edició va ser distribuïda a la mateixa web a partir del 5 de desembre de 2016, i es va poder realitzar la reserva i pre-venda amb anterioritat a la data esmentada. Es tracta d'una edició especial que inclou un epíleg de Valeria Vegas a mode de comiat, il·lustracions de diferents artistes que reten homenatge a La Veneno i algunes fotografies inèdites realitzades a l'abril de 2016, que no es van incloure o van ser descartades per a la primera edició del llibre.
Un dia després d'anunciar a la web la data de distribució de l'edició especial, tots els exemplars es van esgotar i van tornar a estar disponibles per a la venda el gener de 2017.

### Defunció

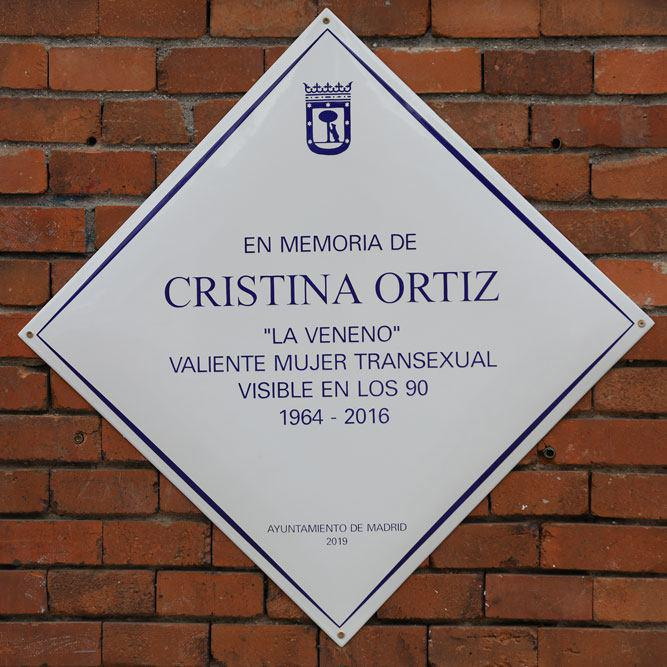
«En memòria de Cristina Ortiz "La Veneno", valent dona transsexual visible en els 90». És el que es pot llegir a la placa que va col·locar l'Ajuntament de Madrid a l'abril de 2019 per recordar-la en un dels espais on assegura que es va sentir més lliure, el parc de l'Oest.

El 9 de novembre de 2016, aproximadament un mes després de publicar la seva biografia, es va comunicar a la premsa la seva sobtada mort. Quatre dies abans, Cristina havia estat trobada pel seu nòvio estirada al sofà de casa seva, al número 12 del carrer Tablada, al districte madrileny de Tetuan, en molt mal estat, semi-inconscient i amb el cos ple de blaus i una gran bretxa al cap que li va produir un traumatisme cranioencefàlic que va requerir intervenció quirúrgica, i que a més havia deixat taques de sang a la sala de bany. Després de demanar ajuda al seu xicot, una veïna va trucar a una ambulància, que la va traslladar a l'Hospital Universitari La Paz. Allà va ser operada d'urgència a causa d'un edema cerebral i induïda a l'estat de coma per evitar danys majors. Posteriorment va romandre ingressada a l'UCI.
Alhora que el seu estat empitjorava, fonts del seu entorn especulaven que la causa del suposat accident podria haver-se degut a un ajustament de comptes, provocat per les informacions de la seva biografia publicada unes poques setmanes abans, en la qual es referia a importants personalitats d'Espanya sota les inicials J.B. i M.M., amb els quals assegurava haver mantingut relacions sexuals durant l'època en què exercia la prostitució.
El 14 d'octubre de 2016, durant la seva última intervenció televisiva al programa Deluxe, va confirmar haver rebut amenaces de mort per la publicació de la seva biografia. El dia 11 de novembre de 2016 tenia contractat sotmetre's a un polígraf en el mateix programa de la cadena Telecinco.
Les primeres investigacions policials van considerar que la seva mort s'havia tractat d'un accident domèstic, tot i que també es va considerar la possibilitat del suïcidi, ja que segons va afirmar la seva parella, la va trobar pròxima a beguda alcohòlica i pastilles d'ansiolítics, les quals portava prenent per problemes nerviosos des de la seva joventut. L'endemà de la seva mort, se li va realitzar una primera autòpsia a l'Institut Anatòmic Forense de Madrid i es va dictaminar que havia mort a causa d'una caiguda al bany provocada per la ingesta massiva de pastilles (Trankimazin) i alcohol. Es van trobar buides cinc caixes de pastilles i una ampolla d'un litre de whisky. Es va concloure en primera instància que Cristina havia mort de forma accidental.
El 12 de novembre es va paralitzar per ordre judicial el seu enterrament a Adra per procedir a realitzar una segona autòpsia i així intentar aclarir les causes de la seva mort, però aquesta segona necròpsia va acabar confirmant que la seva mort havia estat accidental.
Un mes després de la seva mort, el cos de Cristina encara romania en el dipòsit de cadàvers de l'Institut Anatòmic Forense esperant que fos retirat per la seva família, els quals van acumular un deute de més de 10.000 euros per a conservar el cos de l'artista refrigerat durant tot aquell temps. El cadàver de Cristina Ortiz "La Veneno" va ser finalment incinerat al cementiri de l'Almudena el dia 21 de desembre de 2016, després de rebre el permís de la seva mare, Maria Jesús, i dos dels seus germans.
La meitat de les seves cendres descansen al parc de l'Oest i, l'altra meitat, al seu poble natal, Adra.
El 2017, la família va intentar reobrir el cas per intentar demostrar que havia estat assassinada. Aquell mateix any, una associació LGBT va iniciar una campanya per nomenar un carrer del barri madrileny de Chueca en el seu honor. Finalment, La Veneno va obtenir una placa en la seva memòria al parc de l'Oest.
El gener de 2019, Mari Pepa Ortiz (germana de Cristina) va intentar reobrir el cas de la mort amb el suport del doctor i forense Luis Frontela, polèmic forense del cas Alcàsser, a causa de presumptes irregularitats en l'autòpsia de la vedet. No obstant això, el Jutjat d'Instrucció número 53 de Madrid va rebutjar la reobertura de el cas.

## Sèrie homenatge
El 2020, Atresmedia va estrenar una sèrie biogràfica en tres etapes diferents de la vida de Cristina. Va ser titulada Veneno i va ser dirigida per Javier Calvo i Javier Ambrossi. La sèrie va comptar amb les interpretacions de Guille Márquez, Marc Sotkovszki, Jedet, Daniela Santiago i Isabel Torres encarnant Cristina en diferents etapes de la seva vida. La sèrie inclou un nombre inèdit d'actrius i actors transgènere en tots els àmbits de la producció i de l'actuació.

## Filmografia

### Cinema pornogràfic
| Any  | Títol                    |
| ---- | ------------------------ |
| 1997 | El secreto de La Veneno  |
| 1997 | La venganza de La Veneno |

### Televisió
| Any       | Programa                           | Emissora           | Rol            |
| --------- | ---------------------------------- | ------------------ | -------------- |
| 1991      | Vivan los novios                   | Telecinco          | Concursant     |
| 1994      | Testigo directo                    | TVE                | Entrevistada   |
| 1996-1997 | Esta noche cruzamos el Mississippi | Telecinco          | Col·laboradora |
| 1997      | La sonrisa del pelícano            | Antena 3           | Col·laboradora |
| 1997      | De tarde en tarde                  | Canal Sur          | Convidada      |
| 1997      | Parle vosté, calle vosté           | Canal Nou          | Convidada      |
| 1998      | Susana Giménez Show                | Telefe (Argentina) | Convidada      |
| 1998-1999 | Todo depende                       | Telemadrid         | Convidada      |
| 2001      | Tiempo al tiempo                   | TVE                | Convidada      |
| 2000-2001 | Mírame                             | Antena 3           | Convidada      |
| 2001-2003 | Crónicas marcianas                 | Telecinco          | Col·laboradora |
| 2006      | Salsa rosa                         | Telecinco          | Col·laboradora |
| 2006      | TNT                                | Telecinco          | Convidada      |
| 2006-2007 | Aquí hay tomate                    | Telecinco          | Convidada      |
| 2006-2007 | En Antena                          | Antena 3           | Convidada      |
| 2006-2011 | DEC                                | Antena 3           | Col·laboradora |
| 2009-2013 | Sálvame                            | Telecinco          | Convidada      |
| 2014      | El Caldero de Nacha                | Iberoamerica TV    | Entrevistada   |
| 2009-2016 | Deluxe                             | Telecinco          | Convidada      |

### Sèries de televisió
| Any  | Títol          | Canal    | Personatge         | Núm. d'episodis |
| ---- | -------------- | -------- | ------------------ | --------------- |
| 1997 | En plena forma | Antena 3 | Monitora de gimnàs | 6 episodis      |

## Discografia
| Àlbum             | Detalls                                                                               | Certificació              |
| ----------------- | ------------------------------------------------------------------------------------- | ------------------------- |
| Veneno pa tu piel | - Any de llançament: 1996 - Discogràfica: MAX Music - Format: CD, Maxi-senzill, Vinil | Disc d'or (50.000 còpies) |

## Espectacles
- Que trabaje Rita (2013-2014)